# 雷德克里克 (蒙大拿州)
雷德克里克（英語：Rader Creek）是位於美國蒙大拿州傑佛遜縣的普查規定居民點。

## 人口
根據2020年美國人口普查的數據，雷德克里克的面積為52.45平方千米，皆為陸地。當地共有人口341人，而人口密度為每平方千米6.5人。